# Altolamprologus
Altolamprologus es un pequeño género de pseudocrenilabrine cíclidos endémicos para el Lago Tanganica, en el este de África. Que habitan las zonas del lago con grandes cantidades de roca, con más frecuencia en el agua de dos a diez metros de profundidad. Solo tres, a veces llamado solo dos especies se encuentran aquí.
Ellos son de buen tamaño lamrologines, creciendo a una longitud total de 13o-15a cm (C.5-6 pulgadas) en machos adultos. Sus cuerpos son comprimidos lateralmente y en los que siempre se colocan aquí notablemente alto respaldo, por lo que el nombre científico que significa "alto Lamprologus" (del latín altus, "alto"). Son predadores que se alimentan de grandes invertebrados y peces pequeños, especialmente los crustáceos y los juveniles de otros cíclidos.
Altolamprologus fasciatus a menudo se colocan en el género Neolamprologus, que se asemeja en su torpedo en forma de esquema corporal. En otros aspectos, como la coloración y costumbres, es un lugar típico Altolamprologus. El género como tal, está estrechamente relacionado con Lepidiolamprologus.

## Especies
- Altolamprologus calvus
- Altolamprologus compressiceps
- Altolamprologus fasciatus

## Altolamprologus en el acuario
Altolamprologus son resistentes a la norma de agua del Lago Tanganyikan parámetros. No son especialmente adecuado para los principiantes debido a sus hábitos depredadores sin embargo. Pueden ser exigente demanda de los comedores y una gran variedad de presas de vida adecuadas para prosperar, pero también son propensos a absorbiendo a sí mismos si les gusta la comida que ofrecen y puede llegar a ser demasiado grasa. También se requieren grandes tanques - al menos un metro / yarda de longitud - para mostrar su comportamiento natural, y no se puede mantener junto con los pequeños peces o camarones.
Ellos pueden ser un reto para mejorar el novicio. Estos peces son desovadores cueva y se generan en virtud de terracota maceta o en grandes platos de caracoles conchas. Son de crecimiento muy lento: se venden comúnmente en una longitud de unos 2,5 cm (1 pulgada), cuando son capaces de cuidar de sí mismos y muy apropiada para tener un grupo de crecer juntos hasta la forma de pares, que pueden tomar dos años para llegar a la madurez sexual.